# Escrita dos números
Nos antigos sistemas de numeração a escrita dos números era bem complexa, o que dificultava muito os cálculos. Por isso, o homem criou vários instrumentos que o auxiliavam a calcular.

## Ábaco

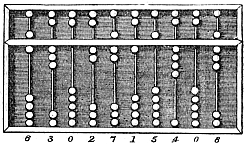

Um dos primeiros instrumentos a calcular - o ábaco - foi inventado há mais de mil anos. A origem da palavra ábaco não é certa. Alguns a associam ao termo semita abac, que significa "poeira", e outros acreditam que ela deriva do termo grego abax, que significa "placa".
Os primeiros ábacos eram formados por placas de madeira com sulcos, nos quais deslizavam pequenas pedras.

## Evolução
Mais tarde, essas placas foram substituídas por tábuas ou pranchas com divisões em diversas linhas ou colunas paralelas, separando as diferentes ordens de numeração. Para representar números ou efetuar operações colocavam-se fichas valendo uma unidade simples cada uma.
Durante a Idade Média (séculos V a XV), o sistema indo-arábico de numeração e seus processos de cálculo foram muito divulgados. Em 1202(século XIII), Leonardo Fibonacci, famoso matemático italiano conhecido como Fibonacci, escreveu a obra Liber abaci ("Livro dos cálculos"), em 1202. Nela ele explicava o sistema indo-arábico de numeração e suas regras de cálculo.

## Evolução nas escritas dos números
Os símbolos indo-arábicos sofreram várias transformações na sua representação, antes de adquirirem a aparência que conservam até hoje.
Como os  livros eram escritos a mão, a forma dos algarismos sofria várias alterações. Isso começou a mudar a partir de 1440, quando Gutenberg inventou a imprensa, permitindo que a escrita dos números fosse fixada.
A influência da imprensa foi tão importante que os símbolos atuais têm, em sua essência, a mesma aparência dos símbolos que eram usados no século XV.
Sabe-se hoje que, na Europa, houve uma forte resistência à utilização desses símbolos. Essa resistência só foi vencida depois que o comércio europeu se expandiu de tal forma que se tornou imprescindível a adoção de um sistema de numeração que facilitasse os cálculos.